# Iowa
Iowa er en delstat i USA. Den er en af delstaterne som er i Midtvesten og grænser til Minnesota i nord, Wisconsin i nordøst, Illinois i øst, Missouri i syd og til Nebraska og South Dakota i vest hvilket gør det til en indlandsstat. Delstatens største by og hovedstad er Des Moines. Iowa har omkring 3.203.345 indbyggere (2023). Iowa blev optaget som USA's 29. delstat den 28. december 1846.

## Historie
Før europæere kom til Iowa, var området befolket af flere af de indfødtes stammer, hvoraf Sauk og Mesquaki var de mest dominerende. De oprindelige indbyggere var i stor grad nomader, som rejste omkring efter jagtdyr.
De første europæere, som kom til Iowa, var franske Louis Joliet og Jacques Marquette, som satte fod i Iowa efter at have sejlet nedad Mississippi-floden i 1673. De rapporterede om, at Iowa var meget frugtbar og egnet til landbrug. I 1829 beordrede de føderale myndigheder indianerne i Illinois over til Iowa, og da de gjorde modstand, opstod Black Hawk-krigen. Som straf for modstanden gjorde myndighederne krav på en ca. 80 km bred stribe af det østlige Iowa.
De første hvide bosættelser opstod i 1833. Oprindelig var Mississippi-floden den vigtigste transportvej, men i 1867 nåede jernbanen Council Bluffs. Fem store jernbaner blev bygget gennem Iowa, hvilket muliggjorde industrialisering væk fra floden.
Iowa blev officielt en delstat den 28. december 1846 som den 29. i rækken. Kort tid efter brød den amerikanske borgerkrig ud. Ingen slag blev udkæmpet i Iowa, men 13.001 soldater fra Iowa omkom i tjeneste for unionsstyrkerne. Folketallet fortsatte med at vokse i årene efter krigen.
I 1800-tallet kom mange indvandrere fra Europa til Iowa, herunder danskere, tyskere, hollændere, nordmænd og svenskere.
Ud over landbrug blev kulproduktion en vigtig industri omkring 1900. Især italienere og sorte tilflyttere fra sydstaterne blev ansat i kulmineindustrien.
Landbrugssubsidier under 1. verdenskrig gjorde, at landbruget blomstrede, men dette blev efterfulgt af hårdere tider i 1930'erne. Varieret industri blev etableret i Iowa i tiden efter 2. verdenskrig.

## Politik
Iowa har to pladser i Senatet, fem pladser i Repræsentanternes Hus, og dermed syv valgmænd i præsidentvalg. I føderal politik er Iowa en svingstat, som kan gå både til republikanerne eller demokraterne. Iowa var en af de kun tre delstater, som skiftede parti mellem præsidentvalgene i 2000 (da delstaten gik til demokratiske Al Gore), og 2004 (da delstaten gik til republikanske George W. Bush). Begge partier har hver én plads i senatet, mens republikanerne har fire af de fem pladser i kongressen.
Selv om Iowa ikke har så mange stemmer ved præsidentvalg, er Iowa en delstat, som tiltrækker meget opmærksomhed ved primærvalgene (partienes valg af præsidentkandidater), fordi det er den første delstat til at afgive stemmer. Disse valg afholdes allerede i januar i valgåret.
I delstatspolitikken har Iowa et eget senat med 50 medlemmer og et hus med 100 medlemmer. I huset har republikanerne et snævert flertal (51-49) mens senatet er splittet 25-25. Guvernøren siden maj 2017 er Kim Reynolds, den første kvindelige guvernør i Iowa.

## Geografi
Området består i stor grad af sletter med små bakker ved delstatens vestlige grænse. Iowa ligger mellem floderne Mississippi og Missouri og er USA's rigeste landbrugsstat.
Iowa er inddelt i 99 counties.

### Større byer
- Des Moines – 196.998 indb. (2007)
- Cedar Rapids – 126.396 indb. (2007)
- Davenport, Iowa – 98.975 indb. (2007)
- Sioux City – 82.684 indb. (2006)
- Iowa City – 67.062 indb. (2007). Hjemsted for University of Iowa.
- Waterloo, Iowa – 65.998 indb. (2006). Tvillingeby med Cedar Falls (36.145 indb. i 2000) der er hjemsted for University of Northern Iowa.
- Council Bluffs – 58.268 indb. (2000)
- Dubuque, Iowa – 57.313 indb. (2007)
- West Des Moines – 51.744 indb. (2005)
- Ames, Iowa – 51.557 indb. (2006). Hjemsted for Iowa State University.

## Økonomi
Landbrug er fortsat et vigtigt erhverv i Iowa. De vigtigste landbrugsvarer er majs, sojabønner, havre, kvæg, mælk og svin. Iowa har også betydelig industriel forarbejdning af fødevarer, og der er også en del maskin- og elektronikindustri. Iowa har også USA's største ætanolproduktion.

## Demografi
Folketallet på 2.988.046 (2007) gør Iowa til USA's 30. mest folkerige delstat. En forholdsvis stor andel, 38,9%, boede i 2000 i områder, som folketællingen betegner som rurale, men folketallet i disse områder har været faldende. En del vækst i byerne gør dog, at Iowa samlet set har befolkningstilvækst. Mange danske udvandrere fandt til Iowa. Den mest danske by i USA er Elk Horn med et dansk  udvandrermuseum, restauranter med traditionel dansk mad og en dansk vindmølle.

## Uddannelse
I Iowa er der 12 års undervisningspligt og 90,8% får high school eksamen. Staten Iowa har USA's tredje højeste gennemførelsesprocent for high school studerende. 
Iowa har 365 skoledistrikter. Det gennemsnitlige antal elever per lærer er 13,8. Den gennemsnitlige lærerløn er $39,284 årligt.
Iowa har tre offentlige universiteter: University of Iowa, Iowa State University og University of Northern Iowa. University of Iowa er størst med 30.409 studerende (2008) og er beliggende i byen Iowa City nær Cedar Rapids. Iowa State University er næststørst med 26.856 studerende (2008) og beliggende i byen Ames nær Des Moines. University of Northern Iowa har 12.609 studerende (2007) og er beliggende i byen Cedar Falls tvillingeby med Waterloo, Iowa.
Luther College med skandinavisk tilknytning er beliggende i Decorah, grundlagt 1861 af norske indvandrere. Luther College afholder hver sommer et kursus "Thanks to Scandinavia", der specielt henvender sig til nordiske undervisere.